# Río Namsen
El río Namsen es un río costero de Noruega que discurre por el condado de Trøndelag. Nace en el lago Namsvatnet (de 39.38 km²  y una longitud de 16 km), cerca de la localidad de Røyrvik, y recorre el valle de Namdalen hasta alcanzar la costa y desemboca en el mar de Noruega, cerca de las ciudades de Namsos y Namsenfjord, en el mismo fiordo en el que también desemboca otro río más pequeño, el Årgårdselva. 
El Namsen se considera uno de los mejores ríos para la pesca del salmón de todo el mundo, teniendo el sobrenombre de la «reina de los ríos». Los británicos descubrieron que los salmones pescados aquí  eran excelentes, y el río se convirtió en una atracción turística importante ya a comienzos del siglo XIX. Las piezas de 23 kg no son inusuales. El Namsen es un río ancho y se pesca a menudo en pequeños barcos que usaban un método llamado "harling", que consiste en el uso de un señuelo mientras el barco se mueve lentamente de un lado a otro del río, atrapando los salmones mientras nadan contra la corriente. 
El río se ha utilizado tradicionalmente para transportar flotando la madera hacia Namsos, donde estaban las serrerías.
- Datos: Q1518561
- Multimedia: Namsen / Q1518561